# Efraim Sewela
Efraim Sewela (russisch Эфраим Севела, geboren als Jefim Jewelewitsch Drabkin – russisch Ефим Евелевич Драбкин, * 8. März 1928 in Bobrujsk, Oblast Mogiljow, Belarussische SSR; † 18. August 2010 in Moskau, Russland) war ein sowjetischer bzw. russischer Schriftsteller, Drehbuchautor, Regisseur und Filmproduzent, der nach seiner Emigration aus der Sowjetunion in Israel, den USA und wieder in Russland lebte.

## Leben
Beide Eltern Drabkins waren Juden. Sein Vater war Armeeoffizier. 1941 wurde seine Familie bei Heranrücken der Front des Zweiten Weltkrieges ins sowjetische Hinterland evakuiert. Drabkin selbst wurde als Jugendlicher Panzerabwehrschütze (syn polka) und gelangte zum Ende des Krieges mit der Roten Armee auch nach Deutschland. Nach Ende des Krieges beendete er die Schule und studierte an der Belarussischen Staatlichen Universität in Minsk. Ab 1957 verfasste er Drehbücher, darunter für mehrere patriotische Kinofilme der Sowjetunion unter dem Pseudonym Jefim Sewela (russisch Ефим Севела).
Er heiratete die Schauspielerin Julia, geb. Gendelstein (* 1934), Tochter des Regisseurs Albert Gendelstein und Stieftochter der Sängerin Edith Utjossowa. Aus der Ehe gingen eine Tochter (* 1959) und ein Sohn (* 1971) hervor.
Ende der 1960er Jahre wurde Sewela Mitglied der jüdischen Dissidenten in der Sowjetunion und nahm an der Besetzung eines sowjetischen Regierungsgebäudes in Moskau 1971 mit der Forderung, dass den sowjetischen Juden die Ausreise nach Israel erlaubt wird, teil. Daraufhin wurde ihm die Ausreise nach Israel erlaubt.
Eigenen Aussagen zufolge kämpfte er als 45-Jähriger im Jom-Kippur-Krieg, wo er verwundet wurde. 1977 übersiedelte er von Israel in die USA. Efraim Sewela arbeitete daraufhin unter anderem in London, Paris und West-Berlin.
1990 kehrte Efraim Sewela in die UdSSR zurück, wo er mehrere seiner Drehbücher erfolgreich verfilmte.

## Filmografie
Drehbücher:
- 1957: Наши соседи
- 1959: Annuschka (Аннушка)
- 1967: Крепкий орешек
- 1968: Годен к нестроевой

Regie:
- 1986: Das Wiegenlied (Kołysanka)
- 1990: Der Papagei, der jiddisch konnte (Попугай, говорящий на идиш)
- 1992: Arche Noah (Ноев ковчег) – auch Schauspieler und Produzent
- 1993: Der Wohltätigkeitsball (Благотворительный бал) – auch Produzent
- 1996: Weiße Dünen (Белые дюны)

## Romane
- Monja Zazkes
- We Were Not Like Other People.
- Farewell, Israel!
- Moische, geh Du voran (1979)
- Haltet das Flugzeug an, ich steig aus (1980)
- Der Papagei der Jiddisch konnte (Kurzgeschichten, 1982)
- Männergespräche in einer russischen Sauna (1983)
- Der Weisheitszahn (1984)

(Erscheinungsdaten beziehen sich jeweils auf die deutsche Übersetzung)